# Hartmann von Witzleben
Hartmann Erasmus von Witzleben (* 9. Dezember 1805 in Weißenfels; † 12. Oktober 1878 in Merseburg) war ein preußischer Beamter. Zuletzt war er Oberpräsident der Provinz Sachsen.

## Herkunft
Er entstammte dem Adelsgeschlecht von Witzleben und war das sechste Kind des Georg Hartmann von Witzleben und der Wilhelmine Freiin von Seckendorff (1769–1812).

## Leben
Hartmann Erasmus von Witzleben besuchte als Gymnasiast die Klosterschule Roßleben. Der Schule, deren Erbadministratoren seine Familie war, blieb er zeitlebens verbunden und hat sie später in seinen amtlichen Funktionen gefördert. Er studierte Rechts- und Staatswissenschaften in Halle an der Saale und in Göttingen. Seit 1832 war er Mitglied des Corps Saxonia Halle.
Danach trat er als Auskulator beim Stadtgericht in Berlin in den preußischen Justiz- und Staatsdienst ein. Seit 1830 war er Referendar bei der Regierung in Merseburg. Anschließend war er bei der Regierung in Minden und seit 1835 im preußischen Finanzministerium tätig. Im Range eines Regierungsrates wechselte von Witzleben 1837 zur Regierung in Potsdam. Zwischen 1838 und 1840 amtierte er als Landrat des Kreises Niederbarnim. Seit 1840 war er Vortragender Rat beim Prinzen Wilhelm von Preußen. Er war seit 1841 auch Erbadministrator der Klosterschule Roßleben.
Im Jahr 1844 wurde er Regierungspräsident in Liegnitz und 1848 in Merseburg. Während der Revolution von 1848/49 betätigte er sich im konservativen und königstreuen Sinn. Er war zwischen 1849 und 1852 Mitglied der ersten Kammer des preußischen Landtages und gehörte dort der Fraktion Alvensleben an.
Von 1850 bis 1872 war Witzleben Oberpräsident der Provinz Sachsen. Gleichzeitig war er Regierungspräsident in Magdeburg. Im Jahr 1861 wurde er zum Wirkl. Geh. Rat mit dem Prädikat Exzellenz ernannt. Im Jahr 1864 wurde er Kapitular und 1869 Domdechant des Magdeburger Doms. Witzleben hat in Magdeburg in vielfältiger Form für die Stabilisierung des Konservatismus auch durch Förderung von entsprechenden Verbänden und religiösen Vereinen gewirkt. Wegen seiner oppositionellen Haltung zur Kreisordnungsvorlage wurde er 1872 zur Disposition gestellt. Gleichzeitig wurde er zum Mitglied des Preußischen Herrenhauses ernannt.

## Familie
Er war mit Marie Wilhelmine Elise zu Solms-Baruth (* 4. August 1823; † 6. August 1910) verheiratet. Der gemeinsame Sohn Heinrich Hartmann Friedrich (* 13. April 1854) wurde am 21. Juni 1886 unter dem Namen Witzleben-Alt-Döbern in den preußischen Grafenstand erhoben.